# Toshiyuki Abe
Toshiyuki Abe (jap. 阿部 敏之, Abe Toshiyuki; * 1. August 1974 in der Präfektur Saitama) ist ein ehemaliger japanischer Fußballspieler.

## Karriere
Abe erlernte das Fußballspielen in der Schulmannschaft der Teikyo High School und der Universitätsmannschaft der Universität Tsukuba. Seinen ersten Vertrag unterschrieb er 1995 bei den Kashima Antlers. Der Verein spielte in der höchsten Liga des Landes, der J1 League. Mit dem Verein wurde er 1996 und 1998 japanischer Meister. 1997 gewann er mit dem Verein den J.League Cup und Kaiserpokal. Für den Verein absolvierte er 63 Erstligaspiele. 2000 wechselte er zum Zweitligisten Urawa Red Diamonds. 2000 wurde er mit dem Verein Vizemeister der J2 League und stieg in die J1 League auf. Für den Verein absolvierte er 55 Spiele. Im September 2002 wechselte er zum Ligakonkurrenten Vegalta Sendai. Für den Verein absolvierte er 25 Erstligaspiele. 2004 wechselte er zum Ligakonkurrenten Albirex Niigata. 2005 wechselte er zum Ligakonkurrenten Kashima Antlers. Ende 2005 beendete er seine Karriere als Fußballspieler.

## Erfolge
Kashima Antlers
- J1 League

Meister: 1996, 1998
Vizemeister: 1997
- J.League Cup

Sieger: 1997
Finalist: 1998
- Kaiserpokal

Sieger: 1997
Urawa Reds
- J.League Cup

Finalist: 2002